# Turmhügelburg Hütt
Die Turmhügelburg Hütt ist eine abgegangene Turmhügelburg (Motte) im Bereich der Kirche St. Martin etwas abseits von Hütt (Haus Nr. 4), einem Ortsteil des Marktes Eichendorf, Gemarkung Hartkirchen, im Landkreis Dingolfing-Landau in Bayern.
Die Burganlage liegt zwischen dem Erletgraben und dem Ötzgraben (linke Zuflüsse zur Vils) und wird als Bodendenkmal unter der Aktennummer D-2-7343-0012 im Bayernatlas als „Turmhügel des Mittelalters mit zugehörigem Vorburgareal. Untertägige Befunde des Mittelalters und der frühen Neuzeit im Bereich der Kath. Kirche St. Martin bei Hütt mit zugehörigem, aufgelassenen Friedhof, darunter die Spuren von Vorgängerbauten bzw. älteren Bauphasen“ in Hütt geführt.

## Geschichte
Der Turm der vermutlich von den Herren von Hütt, die im 14. und 15. Jahrhundert als Inhaber namhafter Ämter nachgewiesen sind, erbauten Motte diente der Kontrolle des Übergangs über die Vils. Die Kirche auf dem Turmhügel entstand um 1300 und war vermutlich die Hauskapelle der Edlen von Hütt.

## Beschreibung
Die Kirche St. Martin steht 200 m südlich von Hütt auf einem isolierten und künstlich errichteten Hügel von 2 m Höhe und 35 bis 37 m Durchmesser. Im Osten und Norden sind im Wiesengelände schwache Mulden zu erkennen, die auf einen ehemaligen Ringgraben hinweisen.

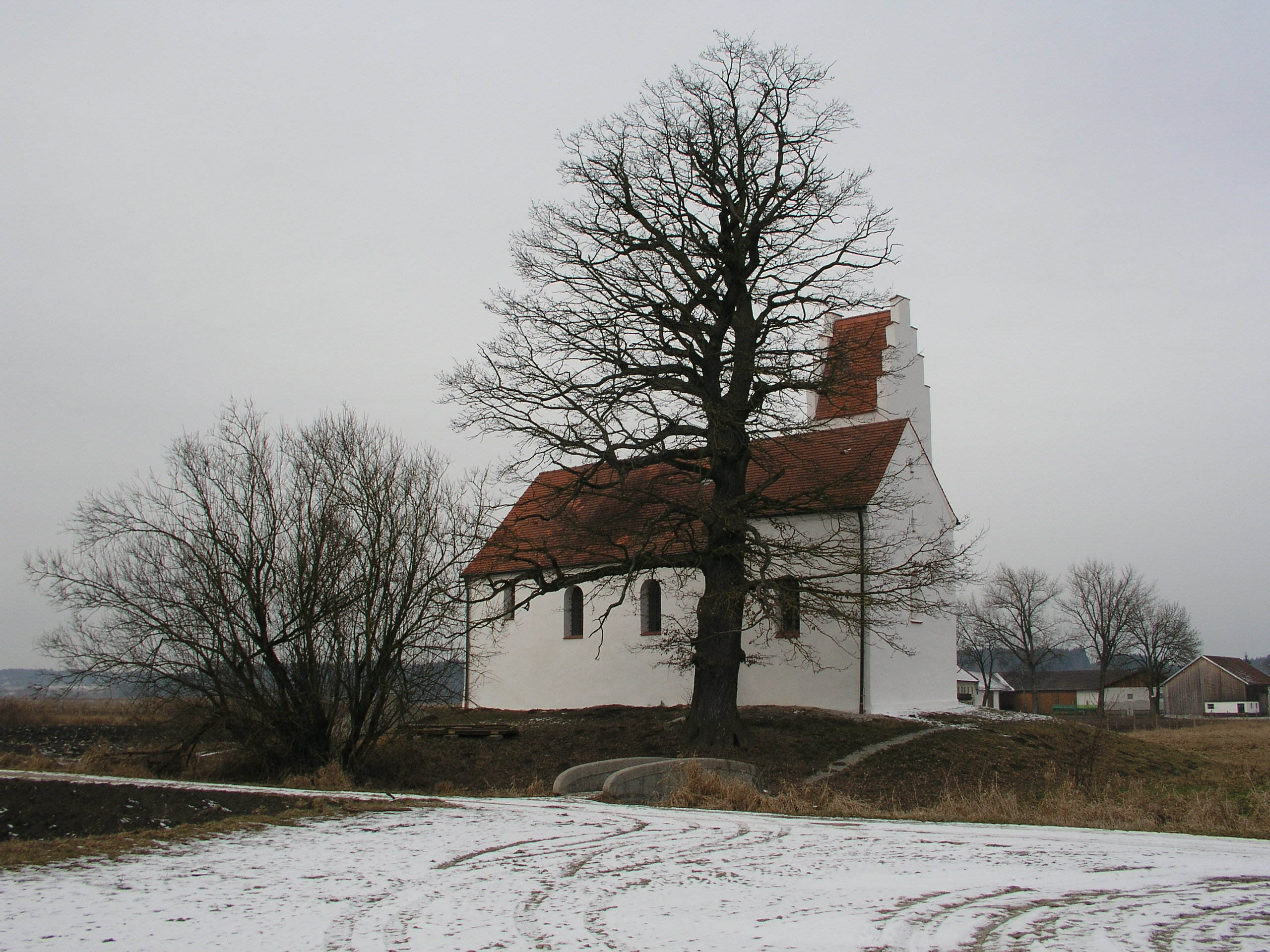
Blick von Süden
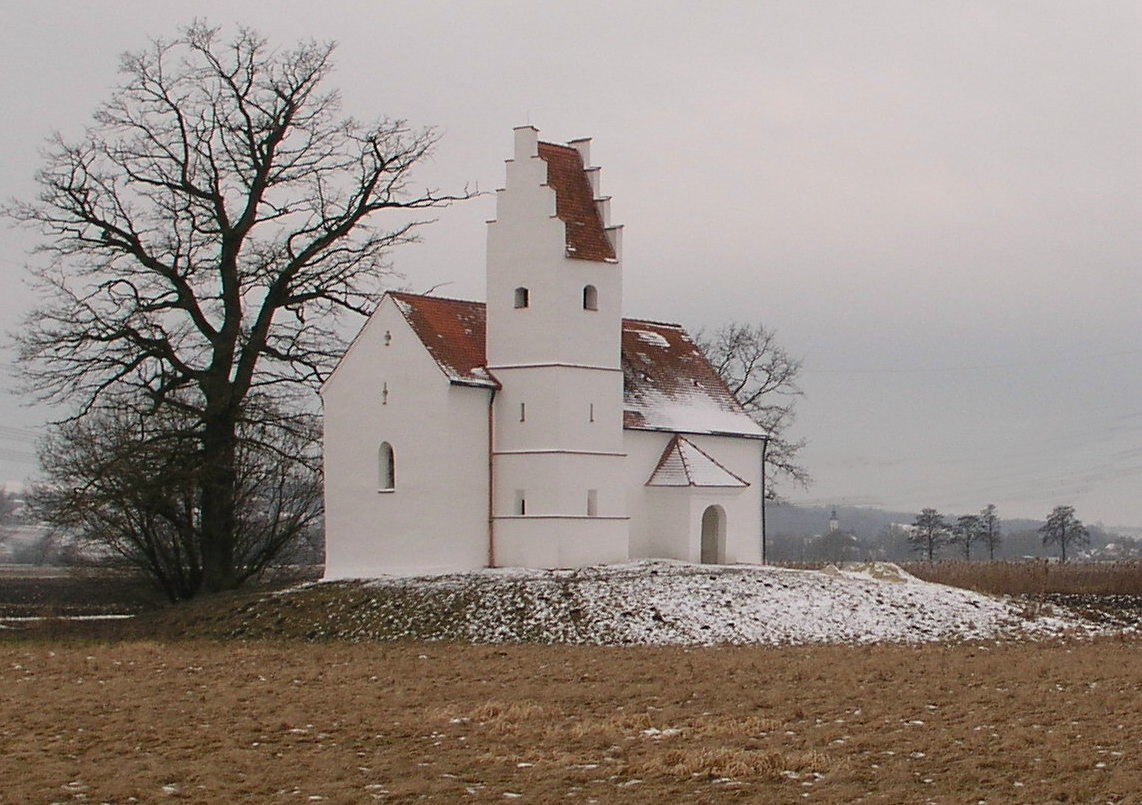
Blick von Norden